# 노동 인구

2021년 기준 선진국의 노동력 참여율

거시경제학에서  노동 인구(勞動人口, workforce) 또는 노동력은 일하는 사람(즉, 고용된 사람)과 일자리를 찾는 사람(즉, 실업자)의 합을 의미한다.
{\displaystyle {\text{Labour force}}={\text{Employed}}+{\text{Unemployed}}}
시장 활동을 하지 않거나 일자리를 찾지 않는 사람들은 비경제활동인구에 속한다.
노동력과 비경제활동인구를 합하면 비제도권 민간 인구가 된다. 즉, (1) 일하는 사람(고용된 사람), (2) 일할 수 있지만 일자리를 찾고 있지 않아 일하지 않는 사람(실업자), 또는 (3) 일할 수 있지만 일하지 않으며 일자리를 찾고 있지 않은 사람(비경제활동인구)의 수를 의미한다. 다르게 말하면, 비제도권 민간인 인구는 총인구에서 일할 수 없거나 일하지 않기로 선택한 사람(어린이, 은퇴자, 군인, 수감자)을 제외한 것이다. 비제도권 민간 인구는 민간 고용에 잠재적으로 이용 가능한 사람들의 수이다.
{\displaystyle {\begin{aligned}{\text{Noninstitutional civilian population}}&={\text{Labour force}}+{\text{Out of the labour force}}\\&={\text{Employed}}+{\text{Unemployed}}+{\text{Out of the labour force}}\\&={\text{Total Population}}-{\text{People who can not work}}\end{aligned}}}
노동력 참여율은 민간 노동력 대 비제도권 민간 인구의 비율로 정의된다.
{\displaystyle {\text{Labour force participation rate}}={\dfrac {\text{Labour force}}{\text{Noninstitutional civilian population}}}}

## 정규직과 비정규직

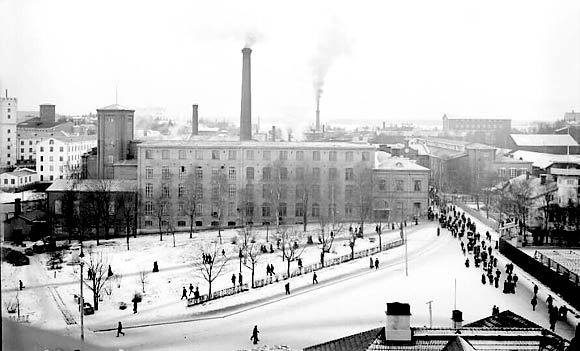
1909년 탐페레, 핀란드의 탐펠라 공장에서 퇴근하는 노동자들

정규 노동은 공식적인 방식으로 구조화되고 급여를 받는 모든 종류의 고용을 의미한다. 이들은 급여 명세서, 전자 카드 등을 사용하여 정식으로 급여를 받는다. 한 국가 내의 정규 노동은 경제의 비공식 부문과는 달리 해당 국가의 국민 총생산에 기여한다. 비정규 노동은 법률 또는 실제 관행에서 정규 고용 계약에 미치지 못하는 노동이다. 노동 상속은 정규직 또는 비정규직으로 이루어질 수 있는데, 퇴직 연령 미만의 근로자가 자녀에게 물려주는 경우를 들 수 있다. 이는 유급 또는 무급일 수 있으며, 항상 비구조적이고 규제되지 않는다. 정규 고용은 비정규 고용보다 신뢰할 수 있다. 일반적으로 전자는 남성과 여성 모두에게 더 높은 소득과 더 큰 혜택 및 보안을 제공한다.

### 비정규 노동
비정규직 노동자들의 기여는 엄청나다. 비정규 노동은 전 세계적으로, 특히 개발도상국에서 가장 크게 확장되고 있다. 자크 샤름(Jacques Charmes)의 연구에 따르면, 2000년 비정규 노동은 비농업 고용의 57%, 도시 고용의 40%, 라틴 아메리카의 신규 일자리의 83%를 차지했다. 같은 해 비정규 노동은 아프리카 비농업 고용의 78%, 도시 고용의 61%, 신규 일자리의 93%를 차지했다. 특히 경제 위기 이후 노동자들은 정규 부문에서 비정규 부문으로 이동하는 경향이 있다. 이러한 경향은 1997년에 시작된 아시아 경제 위기 이후에도 나타났다.

### 비정규 노동과 젠더

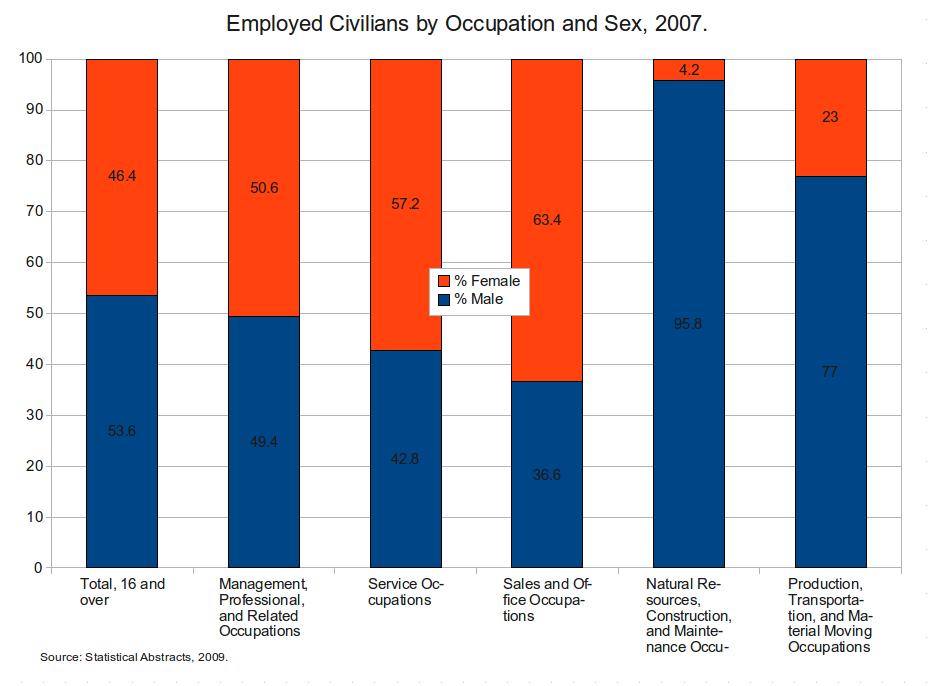
2007년 기준 미국의 직업 및 젠더별 고용 민간인

젠더는 비정규 노동과 자주 연관된다. 여성은 남성보다 정규직보다 비정규직으로 고용되는 경우가 더 많으며, 비정규 노동은 남성보다 여성에게 더 큰 고용원이다. 여성은 가정 내 근로자나 거리 상인과 같은 직업을 통해 경제의 비정규 부문을 자주 이용한다. 더 펭귄 아틀라스 오브 위민 인 더 월드(The Penguin Atlas of Women in the World)에 따르면 1990년대에 베냉 여성의 81%, 과테말라 여성의 55%, 멕시코 여성의 44%, 케냐 여성의 33%, 인도 여성의 14%가 거리 상인이었다. 전체적으로 개발도상국 여성 노동자의 60%가 비정규 부문에 고용되어 있다.
구체적인 비율은 사하라 이남 아프리카와 라틴아메리카 여성의 경우 각각 84%와 58%이다. 이 두 지역 남성의 비율은 각각 63%와 48%로 더 낮다. 아시아에서는 여성 노동자의 65%와 남성 노동자의 65%가 비정규 부문에 고용되어 있다. 전 세계적으로 정규직 여성 노동자의 상당수가 비정규 부문에서 배후에서 일하기도 한다. 이 여성들은 숨겨진 노동력을 구성한다.
2021년 FAO 연구에 따르면, 현재 아프리카 경제 활동의 85%는 비공식 부문에서 이루어지며, 여성은 비공식 노동 인구의 거의 90%를 차지한다. ILO의 2016년 고용 분석에 따르면, 사하라 이남 아프리카에서는 비정규 고용의 64%가 농업에 집중되어 있다(산업 및 서비스업 대비). 여성은 남성보다 비정규 고용률이 높으며, 여성 노동자의 92%가 비정규 고용인 반면 남성은 86%이다.
정규직과 비정규직 노동은 농업 노동과 비농업 노동이라는 하위 범주로 나눌 수 있다. 마사 첸 등은 이 네 가지 노동 범주가 서로 밀접하게 관련되어 있다고 본다. 농업 노동의 대부분은 비정규직이며, 더 펭귄 아틀라스 포 위민 인 더 월드(The Penguin Atlas for Women in the World)는 이를 미등록 또는 비구조적이라고 정의한다. 비농업 노동도 비정규직일 수 있다. 마사 첸 등의 연구에 따르면, 북아프리카에서는 비농업 노동의 48%, 라틴아메리카에서는 51%, 아시아에서는 65%, 사하라 이남 아프리카에서는 72%가 비정규 노동이다.
농업 및 비공식 경제 활동은 여성에게 가장 중요한 생계 수단 중 일부이다. 여성은 비공식 국경 간 무역상인의 약 70%를 차지하며, 소상공인(MSME)의 소유주 중에서도 흔하다. MSME는 시장 충격과 시장 혼란에 더 취약하다. 여성 소유 MSME의 경우, 이는 종종 대기업에 비해 신용 및 재정 유동성에 대한 접근성 부족으로 인해 악화된다. 그러나 MSME는 종종 시장 충격과 시장 혼란에 더 취약하다. 여성 소유 MSME의 경우, 이는 종종 대기업에 비해 신용 및 재정 유동성에 대한 접근성 부족으로 인해 악화된다..

## 유급과 무급
유급 노동과 무급노동 또한 정규직 및 비정규직 노동과 밀접하게 관련되어 있다. 일부 비정규직 노동은 무급이거나 비공식적으로 지급된다. 무급 노동은 가정을 유지하기 위해 집에서 하는 보육과 같은 일이거나, 금전적 보상이 없는 실제 일상적인 노동, 즉 밭에서 일하는 것과 같은 일을 의미한다. 무급 노동자는 수입이 없으며, 그들의 노동이 가치 있지만 그 가치를 추정하기 어렵다. 남성과 여성은 유급이든 무급이든 경제의 다른 분야에서 일하는 경향이 있다. 여성은 서비스 부문에 집중하고, 남성은 산업 부문에 집중한다.

### 무급 노동과 젠더
여성은 보통 남성보다 소득 창출 직업에서 더 적은 시간을 일한다. 종종 집안일은 무급이다. 전 세계적으로 여성과 소녀들은 많은 양의 가사 노동을 담당한다.
2008년에 출판된 더 펭귄 아틀라스 오브 위민 인 더 월드(The Penguin Atlas of Women in the World)는 마다가스카르에서 여성은 주당 20시간을 가사 노동에 쓰는 반면 남성은 단 2시간만 사용한다고 밝혔다. 멕시코에서는 여성이 33시간, 남성이 5시간을 사용한다. 몽골에서는 가사 노동 시간이 여성은 27시간, 남성은 12시간이다. 스페인에서는 여성이 26시간, 남성이 4시간을 가사 노동에 사용한다. 네덜란드에서만 남성이 여성보다 집안이나 가정을 위한 활동에 10% 더 많은 시간을 사용한다.
더 펭귄 아틀라스 오브 위민 인 더 월드(The Penguin Atlas of Women in the World)는 또한 개발도상국에서 여성과 소녀들은 일주일 동안 물을 긷는 데 상당한 시간을 보내는 반면 남성은 그렇지 않다고 언급했다. 예를 들어, 말라위에서는 여성이 주당 6.3시간을 물을 긷는 데 보내는 반면 남성은 43분을 보낸다. 말라위의 소녀들은 주당 3.3시간을 물을 긷는 데 보내고, 소년들은 1.1시간을 보낸다. 여성과 남성 모두 가사 노동과 기타 무급 활동에 시간을 보내더라도, 이 노동 또한 성별화된다.

### 병가와 젠더
2014년 영국에서는 장기 병가를 사용하는 노동자의 3분의 2가 여성이었는데, 이는 여성의 노동력 구성이 절반에 불과하며, 산전 휴가를 제외한 후에도 그러했다.

## 노동 시장의 세계화
세계 노동력 공급은 1980년대와 2000년대 초 사이에 절대적인 수치로 거의 두 배가 되었으며, 그 성장의 절반은 아시아에서 비롯되었다. 동시에 서구 세계에서 새로운 노동자들이 노동 시장에 진입하는 비율은 감소하기 시작했다. 글로벌 노동력의 증가하는 풀은 상품 수입, 생산 업무위탁, 이민을 포함한 다양한 방법을 통해 선진 경제국의 고용주들에게 접근 가능하다. 글로벌 노동력 중재는 전 세계 모든 지역에서 가장 저렴한 노동자들에게 접근하는 관행으로, 이러한 노동력의 엄청난 성장으로 인해 부분적으로 발생했다. 이 글로벌 노동력 공급의 절대적인 증가분 대부분은 교육 수준이 낮은 노동자들(고등 교육을 받지 않은 사람들)로 구성되었지만, 같은 기간 동안 고등 교육을 받은 노동자들의 상대적 공급은 약 50% 증가했다. 1980년부터 2010년까지 글로벌 노동력은 12억 명에서 29억 명으로 증가했다. 2012년 맥킨지 글로벌 연구소(McKinsey Global Institute) 보고서에 따르면, 이는 주로 개발도상국에서 "농장에서 공장으로"의 전환으로 인해 발생했다. 비농업 직업은 1980년 54%에서 2010년 거의 73%로 증가했다. 이러한 산업화는 약 6억 2천만 명의 사람들을 빈곤에서 벗어나게 했고, 중화인민공화국, 인도 등의 경제 발전에 기여했다.

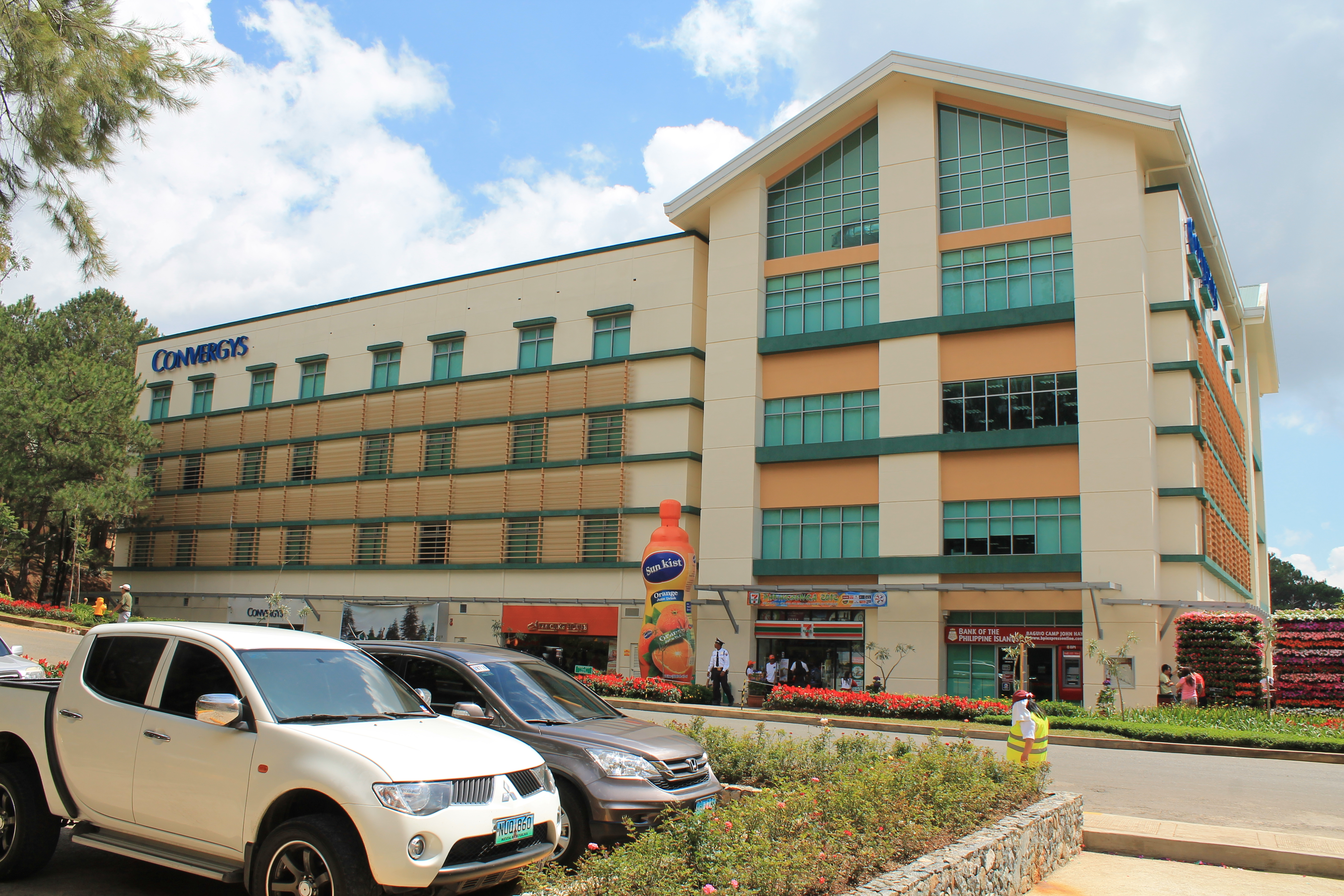
바기오의 컨버전스 콜센터(제3자 아웃소싱 회사의 예)

약 1970년까지의 "오래된" 국제 분업 하에서, 저개발 지역은 주로 광물과 농산물의 공급자로서 세계 경제에 통합되었다. 그러나 개발도상국 경제가 세계 경제에 통합되면서, 이러한 경제에서 더 많은 생산이 이루어지고 있다. 이는 생산 공정이 미국, 유럽 국가, 일본과 같은 선진국에서 중화인민공화국, 베트남, 인도와 같은 아시아 개발도상국, 멕시코 및 중앙아메리카로 이전되는 경향, 즉 "글로벌 산업 전환"으로 이어졌다. 이는 기업들이 부품을 제조하고 조립할 수 있는 가장 저렴한 장소를 찾기 때문에, 제조 공정 중 저비용 노동집약적인 부분이 비용이 훨씬 저렴한 개발도상국으로 이전되기 때문이다.
그러나 제조 공정만이 개발도상국으로 이전되는 것은 아니다. IT 기반 서비스의 해외 아웃소싱 (예: 해외 맞춤 소프트웨어 개발 및 비즈니스 프로세스 아웃소싱) 증가는 1990년대 후반 통신 및 인터넷 확장에 따른 안정적이고 저렴한 통신 인프라의 대량 가용성과 관련이 있다.

## 같이 보기
- 단체교섭
- 비정규직
- 노동 비판
- 칼라 색깔에 따른 노동자 구분
- 분업화
- 고용률
- 무슬림 세계의 여성 노동력
- 여성의 빈곤화
- 인적 자본
- 노동경제학
- 프롤레타리아
- 실업
- 여성 노동자
- 노동계급